# Тминный сыр
Тминный сыр (латыш. ķimeņu siers) или Янов сыр (латыш. Jāņu siers) — кисломолочный сыр с добавлением тмина, традиционное блюдо латышской кухни, готовится к празднику Янов день. Тминный сыр под названием «Янов сыр» включённое в реестр национальных продуктов ЕС с указанием географического места происхождения.
Впервые Янов сыр упоминается в поварской книге за 1796 год «Latviska pavāru grāmata; muižas pavāriem par mācību visādus kungu ēdienus gārdi vārīt un sataisīt». Сыр под названием Янов сыр имеют право производить (получили сертификацию) только шесть предприятий из Латвии «Valmieras piens», «Dundagas pienotava», «Lazdonas piensaimnieks», «Rankas piens», «Straupe» и «Jaunpils pienotava».

## Изготовление
Основными ингредиентами сыра являются творог и свежее молоко, но могут быть добавлены и другие продукты. Традиционно, в сыр добавляют тмин.
Молоко доводят до кипения, и в него порциями добавляют творог. Смесь помешивают и нагревают до тех пор, пока молоко не свернётся и не отделится сыворотка. Сыворотку сливают, а сырную массу отжимают. В тёплую массу добавляют растопленное сливочное масло, яйца, сметану, соль и тмин, и греют на медленном огне. Массу постоянно помешивают до образования однородной консистенции. Готовую массу выкладывают в форму и охлаждают. Как правило, сыр созревает в течение нескольких дней в прохладном месте.